# آلیس واکر
آلیس ملسنیور واکر (به انگلیسی: Alice Malsenior Walker) شاعر، رمان‌نویس و فعال سیاسی آمریکایی آفریقایی‌تبار برنده جایزه پولیتزر است.
واکر در ۹ فوریه ۱۹۴۴، در ایالت جورجیای آمریکا به دنیا آمد. وی نخستین نویسنده سیاهپوست برنده جایزه پولیتزر داستان است. او این جایزه را در سال ۱۹۸۳ برای رمان به رنگ ارغوان دریافت کرد.

## کتابشناسی

### مجموعه رمان‌ها و داستان‌های کوتاه
- سومین بخش از حیات گرینچ کوپ‌لند (۱۹۷۰)
- در عشق و گداز: داستان‌های زنان سیاه‌پوست (۱۹۷۳، شامل «کاربرد روزمره»)
- مریدین (۱۹۷۶)
- به رنگ ارغوان (۱۹۸۲)
- نمی‌توانی زن خوب را از موفقیت بازداری: داستان‌ها (۱۹۸۲)
- تا جهنم با مرگ (۱۹۸۸)
- معبد آشنای من (۱۹۸۹)
- یافتن سنگ سبز (۱۹۹۱)
- تملک راز شادی (۱۹۹۲)
- داستان‌های کامل (۱۹۹۴)
- در پرتو لبخند پدرم (۱۹۹۸)
- راه پیشرو با دلی شکسته است (۲۰۰۰)
- حالا زمان فتح قلبت است (۲۰۰۴)

### مجموعه اشعار
- یکبار (۱۹۶۸)
- اطلسی‌های انقلابی و دیگر اشعار (۱۹۷۳)
- شب بخیر ویلی لی، صبح می‌بینمت (۱۹۷۹)
- اسب‌ها منظره را زیباتر می‌کنند (۱۹۸۵)
- هر چه از بدن آبی او می‌دانیم: اشعار زمینی (۱۹۹۱)
- اعتماد کامل به خوبی زمین (۲۰۰۳)
- اشعار گردآوری‌شده (۲۰۰۵)
- روزگار سخت نیازمند رقص خروشان است: اشعار جدید

### کتاب‌های غیرداستانی
- در جستجوی باغچه‌های مادرانمان: نثری زن‌گرا (۱۹۸۳)
- زندگی به واسطهٔ دنیا (۱۹۸۸)
- زخم جنگجویان (۱۹۹۳)
- همان رودخانه دومرتبه: گرامیداشت دشواری (۱۹۹۶)
- هر چیزی که دوست داریم قابل نجات است: عمل‌گرایی یک نویسنده (۱۹۹۷)
- برو دختر!: کتاب سفر و ماجراجویی زنان سیاه‌پوست (۱۹۹۷)
- گفتگوی پما چودرن و آلیس واکر (۱۹۹۹)